# Mirando al mar (canción de Jorge Sepúlveda)
«Mirando al mar», es una canción estrenada por el valenciano Jorge Sepúlveda con música del Maestro Marino y publicada por primera vez en 1949. Se trata del mayor éxito del intérprete.

## Descripción
Se trata de un bolero romántico en el que el autor evoca un amor perdido al tiempo que contempla la inmensidad del mar. Se trata, junto al tema «Santander», del mayor éxito en la carrera del artista y alcanzó el número 1 en las listas musicales de aquel año en España. Se incluye también en las listas de las canciones más populares de la década de 1940 en España.

## Versiones
Ha sido versionada, entre otros, por el grupo musical El Consorcio en su LP Lo que nunca muere (1994). Dos años más tarde fueron Los Sabandeños los que publicaron su propia versión.
También fue interpretada por Marta Sánchez en el programa de televisión La mejor canción jamás cantada (2019).

## En la cultura popular
El tema es mencionado en numerosas novelas de autores españoles contemporáneos, entre ellas Tranvía a la Malvarrosa, de Manuel Vicent (1995).
Además, forma parte de la banda sonora de películas como Del rosa al amarillo (1963), de Manuel Summers, Canciones para después de una guerra (1972), de Basilio Martín Patino, Cuarenta años sin sexo (1979), de Joan Bosch Palau, o El milagro de P. Tinto (1998), de Javier Fesser.